# Roßtränk
Roßtränk ist ein Ortsteil des Marktes Eslarn im oberpfälzischen Landkreis Neustadt an der Waldnaab.

## Geographische Lage
Der Weiler Roßtränk liegt rund 3 km westlich von Eslarn am Ostrand eines in Nord-Süd-Richtung ausgedehnten Waldgebietes. Die Nachbarorte sind im Norden Putzenrieth, im Osten Eslarn, im Süden Paßenrieth und im Westen Ragenwies.

## Geschichte
Aus dem Jahr 1556 wird berichtet, dass die Bauern von Roßtränk dem ehemals katholischen, nun aber zum lutherischen Bekenntnis übergetretenen Pfarrer Jakob Kuchenreuther den Zehnt verweigerten.
1628 hatte Roßtränk 3 Höfe, 4 Güter und 1 Hüthaus und zahlte 16 Gulden 57 3/4 Kreuzer Jahressteuer.
Nach Ende des Dreißigjährigen Krieges hatte Roßtränk noch acht Haushaltungen.
Zum Stichtag 23. März 1913 (Osterfest) wurde Roßtränk als Teil der Pfarrei Eslarn mit 8 Häusern und 45 Einwohnern aufgeführt.
Am 31. Dezember 1990 hatte Roßtränk 25 Einwohner und gehörte zur Pfarrei Eslarn.

## Denkmäler
In die Denkmalliste von Eslarn ist für Roßtränk ein mit dem Jahr 1861 bezeichnetes Wegkreuz eingetragen.